# Ari Cordovil
Nicanor de Paula Ribeiro Filho, mais conhecido como Ary Cordovil (Rio de Janeiro, 5 de maio de 1923 - Rio de Janeiro, 29 de novembro de 1981), foi um compositor brasileiro, essencialmente de sambas.

## Biografia
Iniciou a sua vida profissional como funcionário público, tendo trabalhado no Ministério da Justiça e na Polícia Especial.
No início da carreira artística atuou em circos e gafieiras. A sua primeira composição gravada foi o samba Olha ela aí, Valdemar, em parceria com Gil Lima, gravado por Aracy de Almeida em 1944.